# Бэнкрофт, Джон
Джон Бэнкрофт (англ. John Bancroft) — американский психиатр, сексолог, четвёртый директор Института Кинси по исследованию секса, гендера и репродукции при Университете Индианы в Блумингтоне.
Директорствовал с 1995 по 2004, он является профессором психиатрии в Медицинской школе Университета Индианы. После ухода Бэнкрофта в 2004 году с поста директора Института Кинси этот пост заняла Джулия Хейман.

## Биография
Джон Бэнкрофт окончил Кембриджский университет в 1960 году, получив степень бакалавра медицины. В 1970 году он защитил там же, в Кембридже, докторскую диссертацию.

## Участие в дискуссии по обвинениям против Кинси
Отвечая в 1998 году на основные обвинения, выдвинутые Джудит Рейсман, Джон Бэнкрофт отметил, что данные по детям, представленные в таблицах 31-34 книги Кинси «Сексуальное поведение мужчины» (1948), были получены в основном из дневника одного взрослого омнифила, который имел противозаконные сексуальные контакты с этими детьми. Дневник этого человека был начат в 1917 году, задолго до «Отчётов Кинси».
Бэнкрофт также отметил, что Кинси явно указал на незаконность действий этого человека, но гарантировал анонимность источника. В дополнение Бэнкрофт ещё раз повторил позицию Института Кинси о том, что Кинси никогда не имел никаких сексуальных контактов с детьми, а также не нанимал, не поручал и не просил кого-либо делать это, и что он интервьюировал детей только в присутствии их родителей.